# Dzsószer

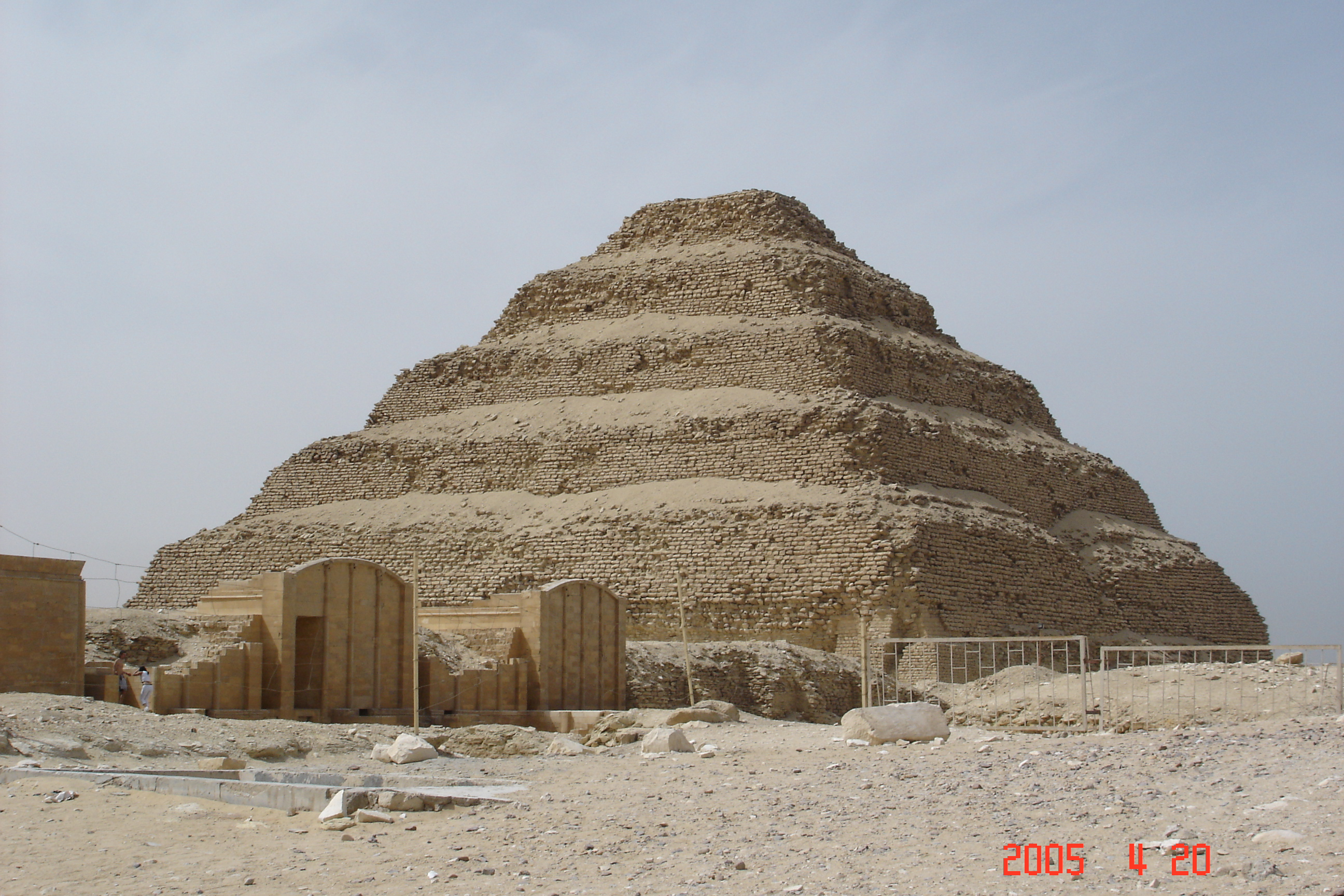
Dzsószer lépcsős piramisa Szakkarában

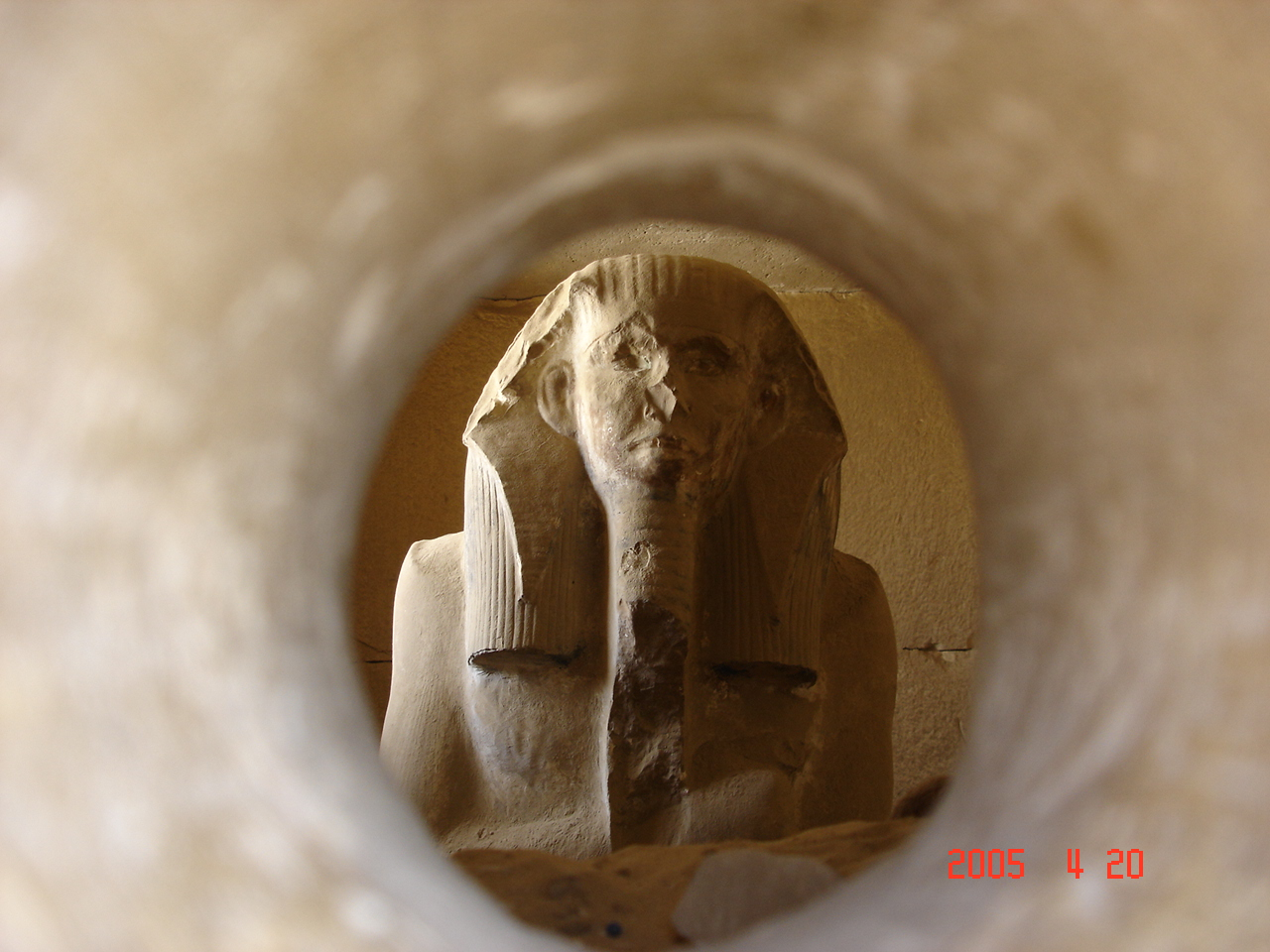
Dzsószer szobra eredeti helyén a szerdabfülkében

Dzsószer (Netjeri[er]khet, ḏśr nṯr.j ḫt), (ur.: kb. Kr. e. 2668 – Kr. e. 2649) az egyiptomi Óbirodalom III. dinasztiájának fáraója, az első piramisépítő. 

## Uralkodása
A III. dinasztia alapítója. Haszehemui király az utódjaként lépett Egyiptom trónjára. Egyes vélemények szerint az előző fáraó fia volt, de mások szerint Haszehemui és Dzsószer között még Szanaht is uralkodott. Anyjáról, Nimaathapiról csak annyit tudni, hogy a trónelőd felesége volt, de hogy e trónelőd ki volt pontosan, nem derül ki. Ezért Nimaathapi férjét három személlyel is azonosítják, úgymint Haszehem, Nebka és Szanaht. Szanaht személyéről semmilyen egyéb információval nem rendelkezünk, Nebka egy III. dinasztiabeli, de közelebbről azonosítatlan név. Egyes egyiptológusok Dzsószer és Nebka azonosságát teszik fel. (Nimaathapi státuszára nézve még Dzsószer anyósa is lehetett.)
Uralkodását Felső-Egyiptomban kezdte meg, de hamarosan Memphiszbe tette át székhelyét, ami az óbirodalom egész idején a birodalom fővárosa maradt. A korabeli feliratokon Neterikhet (isteni testű), vagy Neterierkhet (istenibb a testnél) uralkodói néven szerepel. A Dzsószer talán a születési neve, de először II. Szenuszert legalább 800 évvel későbbi szoborfeliratán nevezték így. E jelző a felséges vagy a szent szinonimája. Ma az egyiptológia ez utóbbi néven tartja nyilván.
Az egyiptológia Dzsószert tartja az Óbirodalom első királyának. Már az ókori Egyiptomban is kiemelt tisztelettel kezelték uralkodása után: a torinói papirusz királylistáján nevét ritka kivételként piros tintával írták, Manethón pedig Kr. e. 3. században keletkezett, az ókori Egyiptom történelmével foglalkozó munkájában az Óbirodalom leghatalmasabb fáraói közé sorolta. Dzsószer az egyiptomi királyok közül elsőként viselte a „Nub Ré” (Arany Nap) nevet, és ezáltal magát Ré napistennel azonosította. E forma még nem igazi titulus, inkább csak állandó jelző.

## Családja
Egy felesége ismert, Hotephernebti. Csak egy gyermekéről tudunk, Inetkauesz hercegnőről, akit a lépcsős piramis közelében talált határkősztéléken és egy héliopoliszi töredéken említenek.

## Kora

### Belpolitika
A III. dinasztia, illetve Dzsószer hatalomra jutása homályos, több verzió elképzelhető. A legvalószínűbb, hogy Dzsószer fegyverrel szerezte a trónját, legyőzve Haszehemui utódját, Szanahtot. Haszehemui (vagy Szanaht) felesége és Dzsószer anyja ugyanaz a személy, Nimaathapi. Ugyanakkor az is lehetséges, hogy Haszehemui jogos utódja éppenséggel Dzsószer volt, és az utolsó „függetlenkedő” északi, Szanaht legyőzése után költözött északra. E verziót többek közt az a tény támasztja alá, hogy Dzsószer uralkodásával megszűnik az Északi király pecsétőrének hatalma, vagyis az északra költözés valójában a centralizált közigazgatás megszervezésének szüksége miatt történt. Ezek mellett feltehető olyan verzió is, hogy maga Szanaht volt a déli behatoló (vagyis a II. dinasztia jogos örököse), és a helybeli Dzsószert a helyi nemesség felkelése emelte trónra.
Az északi származású Dzsószer elmélete elsőre bizarrnak tűnik, de ennek egyetlen érv mondhat komolyan ellent, nevezetesen, hogy Szakkarában temetkezett, ahol már több déli uralkodó kenotáfiuma állt. Mivel azonban feltehető, hogy Szanaht masztabáját sajátította ki magának, erősen tompítja a fenti ellenérv hatásosságát, hiszen ez esetben Szanaht kezdett el ott építkezni.
Dzsószer feltűnően különbözni akart az I–II. dinasztiabeli elődjeitől, sírkerülete olyan komplexum, amilyet eddig senki sem produkált. Ráadásul a felépítmény nagy magassága és alapterülete, kőanyaga miatt elkészültekor szinte uralkodott az egész szakkarai sírvároson, így az elődök kenotáfiumain is. Az a tény, hogy Manethón Dzsószerrel külön dinasztiát kezd, közvetetten magyarázatot adhat bizonyos dolgokra.
Dzsószer államának szervezetéről, a közigazgatásról konkrétan nem sokat tudunk, de valószínű, az állam tevékenységét közvetlenül ő irányította, vagyis egymaga koordinálta a hat nagy udvar, a nomoszkormányzók, az állami raktárak és műhelyek életét. Nem kimutatható ugyanis, hogy a IV. dinasztia előtt létezett volna a tjatej tisztség (később tjati, azaz vezír), aki afféle miniszterelnökként átvette a királytól mindeme feladatokat. A nomoszok felügyelői (sok egyiptológus görögül nomarkhész néven említi őket) ebben a korban még szétszórt területek felett őrködtek – ellentétben a későbbi nomoszrendszerrel –, ami megnehezítette az önállósodást.
Amíg az előkelőségnek létezett magánvagyona, a tisztviselő a könyvelésében gondosan megkülönböztette a saját igazság szerinti tulajdonát  a használatra kapott, tisztsége után járó beosztás szerinti vagyonától. A magántulajdon védelme elsődleges fontosságú, igazi vagyonnak a saját erőből szerzett vagyont nevezték. A magánbirtokok hierarchiája hasonló volt az államhoz, az udvarok élén a parancsoló (ḥq3) állt, aki korlátlan jogokat élvezett, de elszámolási kötelezettsége teljes körű volt. Bármiféle hibáért, hiányért, rossz termésért őt vonták felelősségre.

### Külpolitika
Dzsószer neve feltűnik egy, a Sínai-félszigeten talált feliratban. Egy római kori démotikus papirusz szerint Dzsószer Asszíria ellen viselt hadat, amely – Asszíria említésének nyilvánvaló anakronizmusa miatt – talán egy palesztinai (az időben az egyiptomiak által Kinahhinak nevezett terület) hadjárat emléke. Egy Ptolemaiosz-korból származó Szehel-szigeti felirat alapján feltételezik, hogy Dzsószer idejében Núbia egy része már egyiptomi fennhatóság alá kerülhetett. A IV. dinasztia idejében már bizonyosan létező buheni rézolvasztó is ezt valószínűsíti, mivel ilyen bányatelep nem alakulhatott ki frissen annektált területen.
A távolsági kereskedelem léte tagadhatatlan: arany, kő, türkiz, építő- és díszítő fa, füstölő és fűszer, ezek mind csak Egyiptomon kívülről származhattak.

### Gazdaság

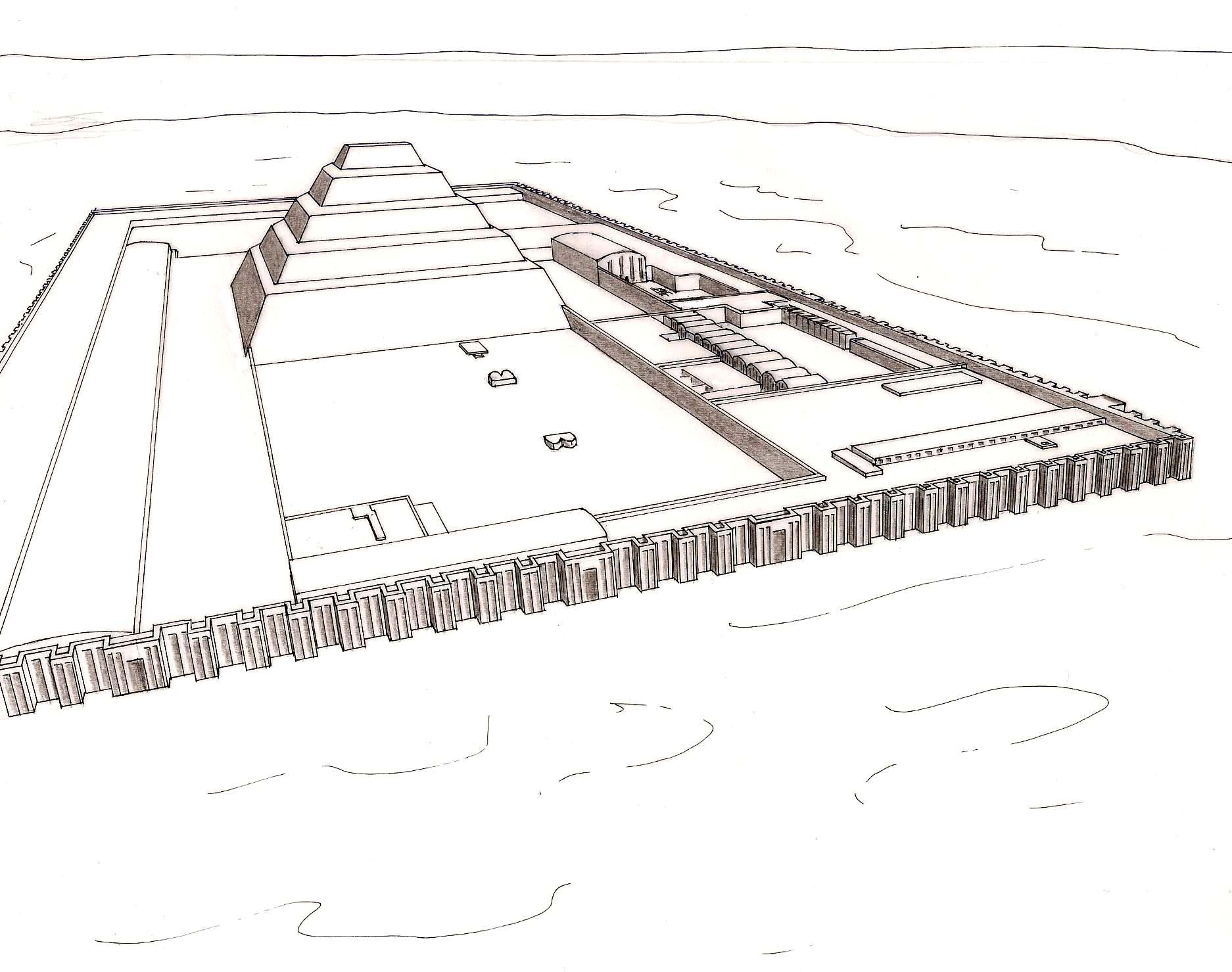
Dzsószer sírkerülete

Egyiptom határainak megszilárdítása mellett Dzsószer uralkodását az ország gazdasági és kulturális fellendülése is jellemezte. A változást az is jelzi, hogy a III. dinasztia székhelye az akkor már legalább 200 éves Memphisz, akkori nevén Ineb-Hedzs lett, Tinitől (görögül Thisz) messze északra, Alsó-Egyiptomban. Ennek okát egyiptológusok generációi találgatták már több-kevesebb sikerrel.
Tény, hogy az Óbirodalom kezdetével a kereskedelem hanyatlásnak indult, és a IV. dinasztia végéig csak vegetált. Míg a kereskedők az I-II. dinasztiák korában Jam országától (4. zuhatagtól délre) egészen Gubla (görögül Büblosz) városáig jártak, az Óbirodalom korából alig található meg még a belkereskedelem nyoma is. Ugyanakkor Gubla városában sok óbirodalmi királynév olvasható, ami valamilyen kapcsolatot bizonyít. A súlypont jelentősen eltolódott, már csak azért is, mert a magántulajdon korlátozott, majd teljesen hiányzó volta nem kedvezett a kereskedésnek. A kereskedelem tulajdonképpen az uralkodó személyes monopóliumává vált. Minden ilyen jellegű távolsági ügylet nem más, mint a király személyes cserekereskedelme. A hétköznapi emberek személyes szükségleteik egy részét a helyi piacon szerezték be, a gazdálkodás visszaesett egy bizonyos naturális szintre.
Egyiptomban nem voltak fémbányák – ha lettek volna, akkor is a király tulajdonában –, a külföldről beszerzett fémek a lakosság számára elérhetetlenné váltak. Igaz ez a rézre is, így a kőrézkori és rézkori Egyiptomban tulajdonképpen nem használtak rezet. Egyiptomban már az i. e. 3. évezred elején megjelentek a pénzgazdálkodás, a pénzforgalom egyes elemei, melyek azonban a krónikus fémhiány miatt nem fejlődtek tovább. A cserekereskedelem már ekkor úgy bonyolódott, hogy az elcserélendő árut felértékelték, mennyi rezet vagy ezüstöt ér, majd ugyanekkora réz- vagy ezüstértékű árura cserélték. Csak azért nem jelent meg pénzként funkcionáló értékmérő, mert az uralkodó háztartásán kívül igen nehéz volt fémekhez jutni. Abban a pillanatban, amikor a távolsági kereskedelem felszabadult a királyi monopólium alól, Egyiptomban a pénzt (illetve az ezt helyettesítő egységnyi súlyú fémtárgyakat) is elkezdték használni, jóval a föníciai példa előtt.
Az arany ebben az időben kisebb jelentőségű volt a kereskedelemben, talán mert igen ritka volta miatt az értékmérésre alkalmatlan. Aranyhoz még az államapparátus sem jutott hozzá, így mivel hasznosítási értéke nem volt, nem lehetett értékmérő sem. Az uralkodók sokkal inkább a vagyon egyéb formáit keresték. Ugyanakkor az arany vallási jelentőséget kapott, a Nap jelképévé vált (Arany Nap később Arany Hórusz vagy Arany Hóruszok). Ez a kereskedelmi monopólium az Első Átmeneti Időszakra hozta meg gyümölcsét, amikor a naturális gazdálkodás a központi hatalom széthullása után képtelen a termelés színvonalát fenntartani, s a világ leggazdagabb talaján az éhínség ütötte fel a fejét. Ez Dzsószer alatt még messze volt, de székhelye Ineb-Hedzs városba költözésének oka minden bizonnyal a kereskedelmi útvonalak ellenőrzésének erősítése volt, ugyanakkor az északi országrész pacifikálása is megkívánhatta a folyamatos jelenlétet. Mindenesetre ezzel is hagyományt teremtett, Ineb-Hedzs az egész Óbirodalom fővárosa lett, az elkövetkező 3000 esztendőben pedig még többször avanzsált újra fővárossá; Mennofer (görögül Memphisz) néven Egyiptom egyik legszentebb városává vált.
Az új vívmányok megvalósításában elsősorban főembere, a később istenként tisztelt Imhotep volt segítségére. A hagyomány szerint Imhotep tervezte Dzsószer fáraó temetkezési kerületét Szakkarában, illetve magát a lépcsőzetes formájú piramist, ahová Dzsószert temették. A piramisból származó szobra az első ismert életnagyságú egyiptomi kőszobor.

## Névgyűrű
Valószínűleg az Arany Nap megnevezés lett az oka, hogy az archaikus szereh-keretet, mely épülethomlokzatot ábrázolt, felváltotta az a névgyűrű. Ezt ma többnyire francia eredetű szóval kártusnak nevezzük, egyiptomi neve szenu. E keret alakja éppen a napszimbolikával kapcsolatos, hiszen a szenu eredeti alakjában egyszerű kör volt. A kártus később oválissá vált, még később két félkörrel lezárt téglalappá. E változásoknak azonban sokkal inkább a királynevek hosszabbodása volt oka, mint szimbólumváltás. A körben, vagy egyszerű oválisban rendkívül nehezen lehetett volna elhelyezni a későbbi királyneveket, főképp úgy, hogy az írásképre sokat adó egyiptomiak szemében is tetszetős maradjon. Dzsószer Arany Nap címe, valamint az a tény, hogy Héliopoliszban szentélyt építtetett a Napnak, a Ré-kultusz terjesztését mutatja.

## Titulatúra
A fáraók titulatúrájának magyarázatát és történetét lásd az Ötelemű titulatúra szócikkben.
| G5 |

| G5 |

| R8 | D21 · F32 |

| R8 | D21 · F32 |

| R8 | D21 · F32 |

| R8 | D21 · F32 |

| G5 |

| G5 |

| R8 | D21 · F32 |

| R8 | D21 · F32 |

| R8 | D21 · F32 |

| R8 | D21 · F32 |

| G16 |

| G16 |

| R8 | D21 · F32 |

| R8 | D21 · F32 |

| G16 |

| G16 |

| R8 | D21 · F32 |

| R8 | D21 · F32 |

| G8 |

| G8 |

| Z1 |

| Z1 |

| N33 · S12 |

| N33 · S12 |

| S12 |

| S12 |

| G8 |

| G8 |

| Z1 |

| Z1 |

| N33 · S12 |

| N33 · S12 |

| S12 |

| S12 |

| M23 | L2 |

| M23 | L2 |

| HASH | D45 | V17 |

| HASH | D45 | V17 |

| HASH | D45 | V17 |

| HASH | D45 | V17 |

| HASH | D45 | V17 |

| HASH | D45 | V17 |

| HASH | D45 | V17 |

| HASH | D45 | V17 |

| M23 | L2 |

| M23 | L2 |

| HASH | D45 | V17 |

| HASH | D45 | V17 |

| HASH | D45 | V17 |

| HASH | D45 | V17 |

| HASH | D45 | V17 |

| HASH | D45 | V17 |

| HASH | D45 | V17 |

| HASH | D45 | V17 |

| M23 | L2 |

| M23 | L2 |

| D45 · r |

| D45 · r |

| D45 · r |

| D45 · r |

| D45 · r |

| D45 · r |

| D45 · r |

| D45 · r |

| M23 | L2 |

| M23 | L2 |

| D45 · r |

| D45 · r |

| D45 · r |

| D45 · r |

| D45 · r |

| D45 · r |

| D45 · r |

| D45 · r |

| M23 | L2 |

| M23 | L2 |

| D45 · r | i | HASH · t | G7 |

| D45 · r | i | HASH · t | G7 |

| D45 · r | i | HASH · t | G7 |

| D45 · r | i | HASH · t | G7 |

| D45 · r | i | HASH · t | G7 |

| D45 · r | i | HASH · t | G7 |

| D45 · r | i | HASH · t | G7 |

| D45 · r | i | HASH · t | G7 |

| M23 | L2 |

| M23 | L2 |

| D45 · r | i | HASH · t | G7 |

| D45 · r | i | HASH · t | G7 |

| D45 · r | i | HASH · t | G7 |

| D45 · r | i | HASH · t | G7 |

| D45 · r | i | HASH · t | G7 |

| D45 · r | i | HASH · t | G7 |

| D45 · r | i | HASH · t | G7 |

| D45 · r | i | HASH · t | G7 |

| M23 | L2 |

| M23 | L2 |

| D45 · r | Y1 · S12 |

| D45 · r | Y1 · S12 |

| D45 · r | Y1 · S12 |

| D45 · r | Y1 · S12 |

| D45 · r | Y1 · S12 |

| D45 · r | Y1 · S12 |

| D45 · r | Y1 · S12 |

| D45 · r | Y1 · S12 |

| M23 | L2 |

| M23 | L2 |

| D45 · r | Y1 · S12 |

| D45 · r | Y1 · S12 |

| D45 · r | Y1 · S12 |

| D45 · r | Y1 · S12 |

| D45 · r | Y1 · S12 |

| D45 · r | Y1 · S12 |

| D45 · r | Y1 · S12 |

| D45 · r | Y1 · S12 |